# Martyrs canadiens
Les martyrs canadiens sont six missionnaires jésuites et deux laïcs à Sainte-Marie-au-pays-des-Hurons, qui furent tués au XVIIe siècle au Canada.
Ces saints catholiques sont liturgiquement commémorés le 19 octobre par l'Église catholique, ou le 26 septembre au Canada.

## Liste

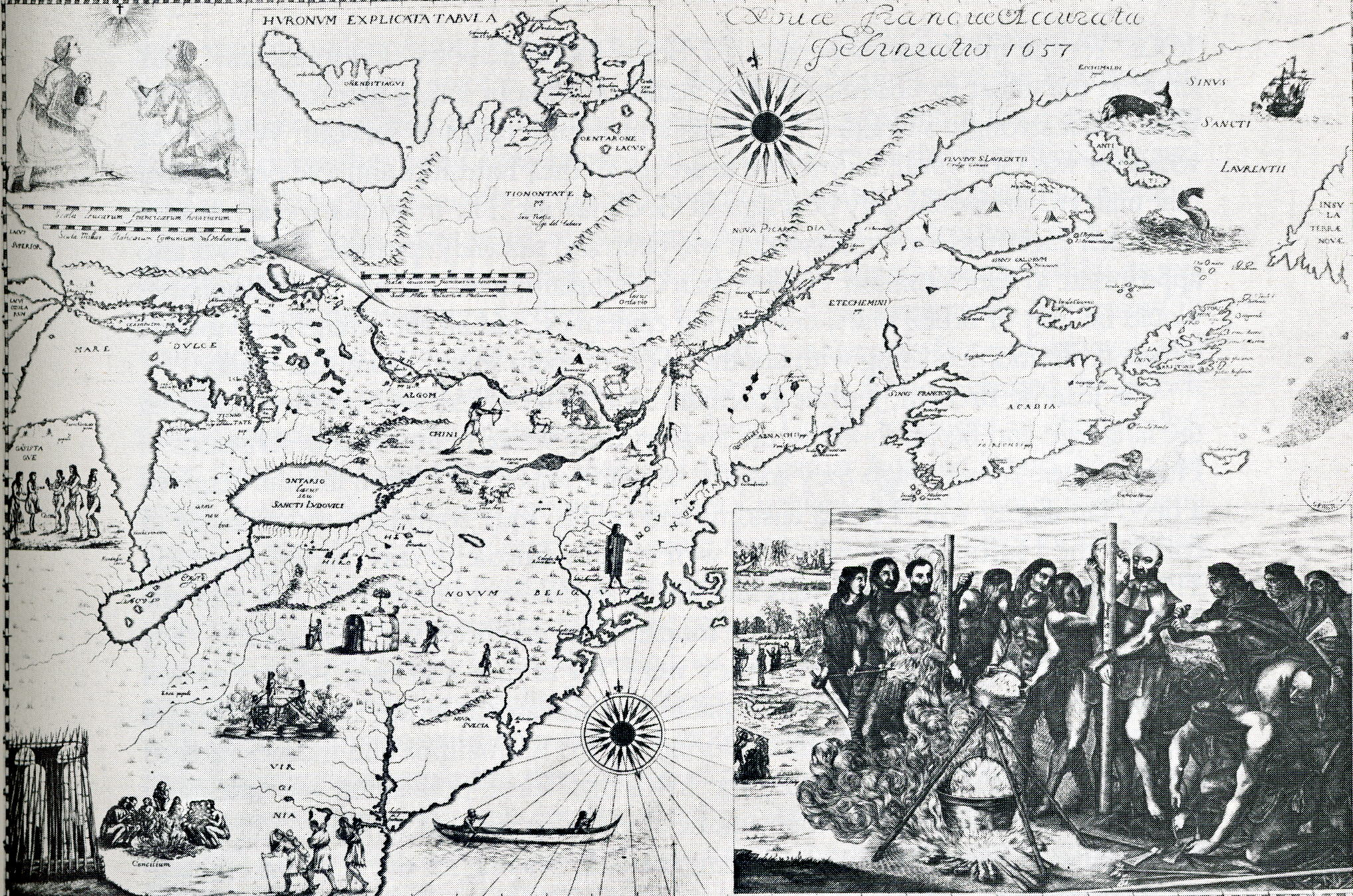
Carte de la Nouvelle-France des Jésuites de 1657, avec la représentation de la mise à mort de Jean de Brébeuf et de Gabriel Lalemant par les Iroquois.

Les martyrs canadiens, sept jésuites et un « donné », sont : 
- Jean de Brébeuf († 16 mars 1649), prêtre
- Noël Chabanel († 8 décembre 1649), prêtre
- Antoine Daniel († 4 juillet 1648), prêtre
- Charles Garnier († 7 décembre 1649), prêtre
- René Goupil († 29 septembre 1642), frère
- Isaac Jogues († 18 octobre 1646), prêtre
- Jean de La Lande († 18 octobre 1646), donné
- Gabriel Lalemant († 17 mars 1649). prêtre

Ils furent tués lors des guerres entre les Hurons et les Iroquois. 

## Souvenir et vénération

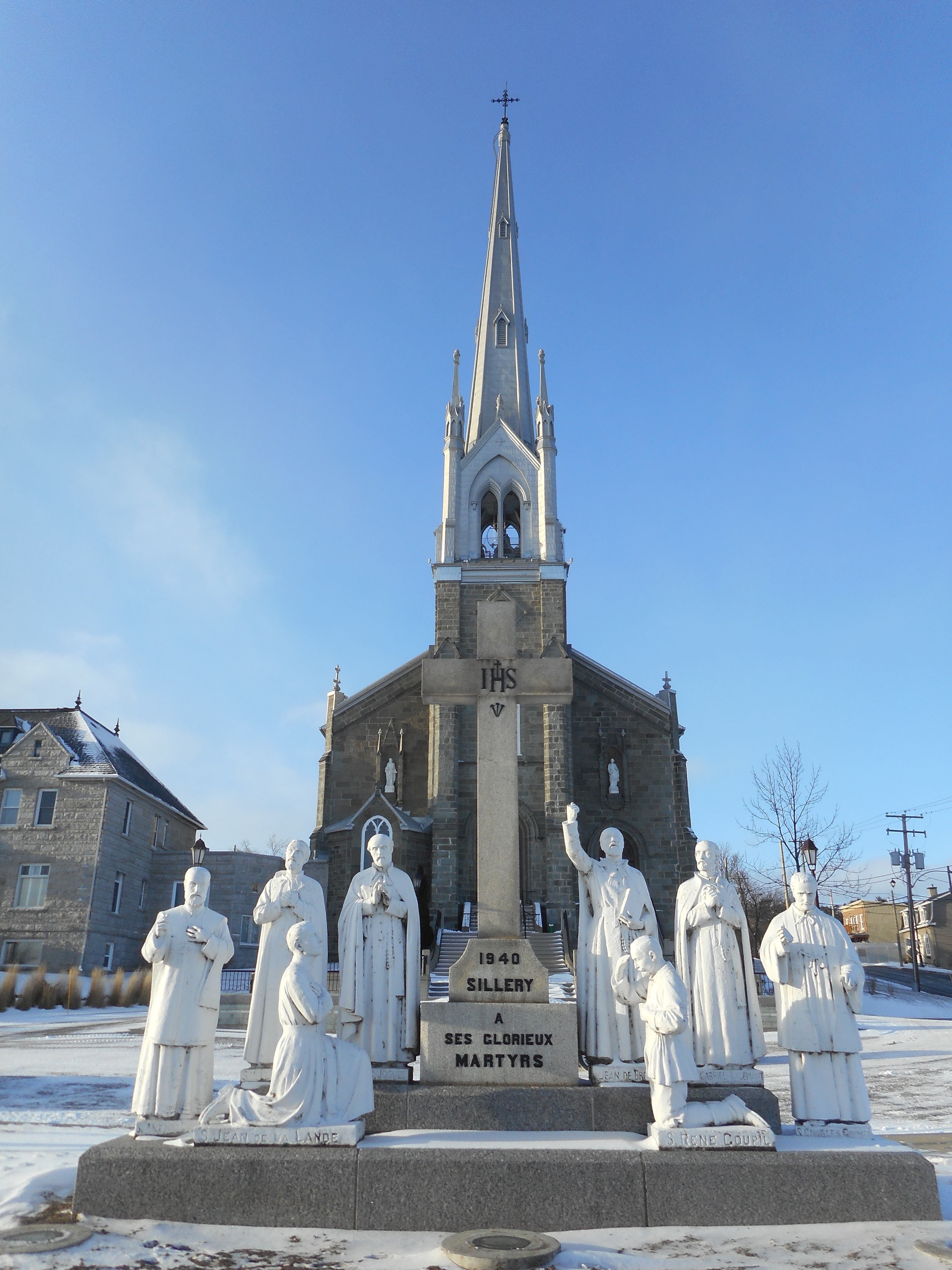
Monument aux martyrs jésuites canadiens, Sillery

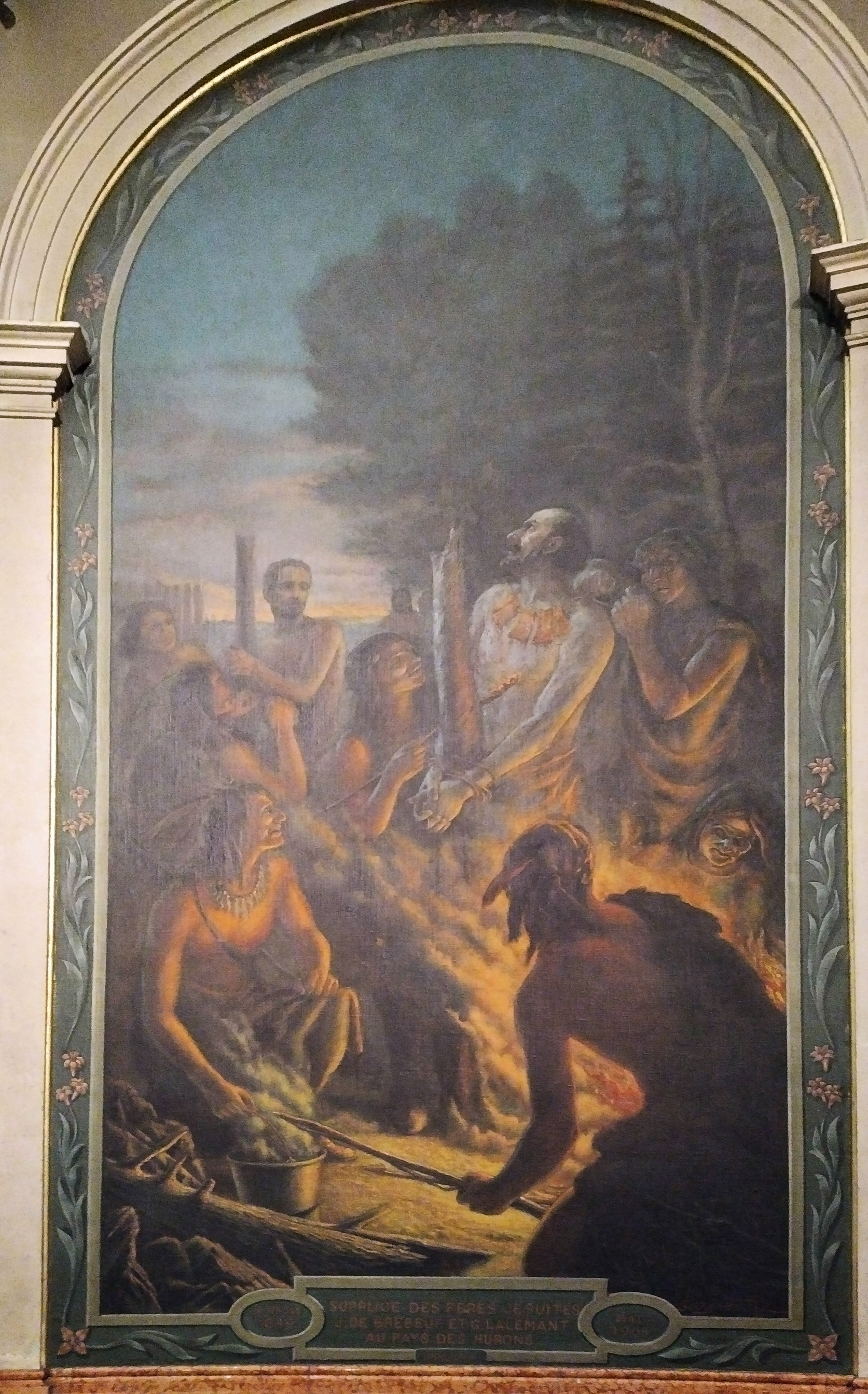
Tableau de Georges Delfosse, dans la Basilique cathédrale Marie-Reine-du-Monde de Montréal, illustrant le martyre des missionnaires jésuites au pays des Hurons.

Les martyrs canadiens furent béatifiés en 1925 et canonisés en 1930 par le pape Pie XI. Le sanctuaire des martyrs à Midland en Ontario, le site de leur action missionnaire auprès des Hurons, leur est dédié. Le village-mission de Sainte-Marie-au-pays-des-Hurons, base arrière des expéditions missionnaires, a été reconstitué et est aujourd'hui une attraction touristique importante de la région. 
Ils sont collectivement des saints patrons secondaires du Canada. Cinq paroisses et une municipalité du Québec commémorent les martyrs canadiens. La paroisse francophone de Saskatoon en Saskatchewan est également placée sous la protection des saints Martyrs canadiens, tout comme celle de Pont-Landry (Nouveau-Brunswick), et celle des Saints-Martyrs-Canadiens fondée en 1961 dans le diocèse de Saint-Boniface au Manitoba. Un canton au Lac-Saint-Jean, plus précisément au sud de la rivière Péribonka, a aussi été nommé en l'honneur de Charles Garnier.
Les martyrs canadiens sont aussi vénérés à l'Église Notre-Dame-du-Très-Saint-Sacrement-et-Saints-Martyrs-Canadiens de Rome.